# Pierre Massé
Pierre Benjamin Daniel Massé (16.º arrondissement de Paris, 13 de janeiro de 1898 – 16.º arrondissement de Paris, 15 de dezembro de 1987) foi um economista, engenheiro, matemático aplicado e alto funcionário do governo francês.

## Educação e carreira
Após a graduação na École polytechnique, Massé foi engenheiro na École Nationale des Ponts et Chaussées. A partir de 1928 trabalhou na indústria elétrica e tornou-se em 1946 na Électricité de France diretor de equipamento e operações elétricas. Em 1957 foi presidente da Électricité de Estrasburgo. Em 1959 Charles de Gaulle nomeou-o Commissaire général du Plan, cargo em que permaneceu até 1966. Massé foi membro do conselho de diretores da Électricité de France de 1965 a 1969 e professor associado da Faculté de droit de Paris de 1965 a 1967. Foi o primeiro presidente da Fondation de France, de 1969 a 1973. Foi eleito membro da Académie des Sciences Morales et Politiques em 1977.
Foi palestrante convidado do Congresso Internacional de Matemáticos em Bolonha (1928).

## Publicações selecionadas
- Hydrodynamique fluviale, régimes variables. [S.l.]: Hermann & Cie. 1943; 88 pages[5]
- Les Réserves et la régulation de l'avenir dans la vie économique. [S.l.]: Hermann & Cie. 1946; 2 volumes
- Le Choix des investissements, critères et méthodes. [S.l.]: Dunod. 1959; 489 pages
  - Optimal Investment Decisions: Rules for Action and Criteria for Choice. [S.l.]: Prentice-Hall. 1962; translation of Le Choix des investissements[6]
- Le Plan, ou l'Anti-hasard (1965;[7] 1991)
- Les Dividendes du progrès (1969)[8]
- La Crise du développement (1973)
- Des Pas sur le sable. [S.l.]: Pensée universelle. 1977; 63 pages
- Aléas et progrès: entre Candide et Cassandre (1984)[9]